# عرفان ثابتی
عرفان ثابتی مترجم، پژوهشگر جامعه‌شناسی، جامعه‌شناسی دین و فلسفه است. او در دانشگاه لنکستر کار و در لندن زندگی می‌کند و تاکنون چند بار در برنامه پرگار بی‌بی‌سی فارسی، سمت نو ، روبه‌رو و چشم انداز ایران اینترنشنال حضور یافته‌ است.